# Philippinen-Plumplori
Der Philippinen-Plumplori (Nycticebus menagensis) ist ein Feuchtnasenprimat aus der Gattung der Plumploris, der in einigen Regionen der südostasiatischen Insel Borneo und einigen südphilippinischen Inseln vorkommt.

## Merkmale
Der Philippinen-Plumplori erreicht eine durchschnittliche Kopf-Rumpf-Länge von 27,4 cm und gleicht in seiner Körperform allen anderen Plumploris. Im Unterschied zu allen anderen Plumploris hat er ein sehr helles, mehr beiges als braunes Fell. Die Gesichtsmaske ist hellbraun und kontrastiert wenig mit dem übrigen Fell. Die Ohren sind normalerweise nicht mit Fell bedeckt. Der dunkle Fleck rund um die Augen ist sehr blass, mit diffusen Rändern oben und variablen unteren Rändern die bis unter den Jochbogen reichen können. Der Streifen zwischen den Augen ist schmal. Der Fleck auf der Kopfoberseite diffus, das Band vor den Ohren variabel aber niemals breit.

## Verbreitung
Der Philippinen-Plumplori lebt an der Nord- und Ostküste Borneos (Kalimantan Timur, Sabah, Brunei), sowie auf einigen Inseln des südphilippinischen Sulu-Archipels. Typuslokalität sind die Tawi-Tawi-Inseln. In Teilen seines Verbreitungsgebietes auf Borneo kommt er zusammen mit Nycticebus kayan vor.

## Gefährdung
Der Philippinen-Plumplori wird in der Roten Liste gefährdeter Arten der IUCN als gefährdet (Vulnerable) gelistet. Hauptbedrohung der Art sind die Zerstörung des Lebensraums durch Entwaldung sowie der Fang zum Zweck der Haustierhaltung.